# Puy de Mathonière
Pour les articles homonymes, voir Mathonière.
Le puy de Mathonière est un sommet des monts du Cézallier. Il se trouve au nord-est du département du Cantal et culmine à 1 295 mètres d'altitude. Il est situé dans la commune d'Allanche.

## Géographie

### Végétation
Au sommet du puy, une barre rocheuse présente une végétation de pelouses acides. Des éboulis abritent la Fougère alpestre et rappellent les mégaphorbiaies des zones subalpines des monts Dore.

### Panorama
À son sommet, un panorama permet d'observer les monts du Cantal et la vallée d'Allanche.

## Histoire
Au puy de Mathonière se trouve une agglomération antique d'au moins vingt hectares dotée d'un fanum,.

## Activités

### Sports d'hiver
Sur le flanc nord du puy de Mathonière, deux pistes de ski alpin équipées d'un téléski ont fonctionné de 1971 à 1989.

### Protection environnementale
Le sommet fait partie de la zone naturelle d'intérêt écologique, faunistique et floristique « Puy de Mathonière ».  